# إيلي أدا
إيلي أدا هو مبارز بالسيف مصري، مثّل بلاده في الألعاب الأولمبية الصيفية 1928.

## روابط خارجية
إيلي أدا على موقع أوليمبيديا (الإنجليزية)